# Udobno-Pokrovski
Udobno-Pokrovski - Удобно-Покровский (rus) - és un khútor del krai de Krasnodar, a Rússia. Es troba al Caucas Nord, a la vora del Rissakon, tributari del riu Bolxoi Xeblónok, afluent del Bolxoi Zelentxuk, del riu Kuban. Es troba a 13 km al sud-est d'Otràdnaia i a 228 km al sud-est de Krasnodar. Pertany a l'stanitsa de Malotenguínskaia.